# Quel maledetto colpo al Rio Grande Express
Quel maledetto colpo al Rio Grande Express (The Train Robbers) è un film western del 1973 diretto da Burt Kennedy, con John Wayne, Ann-Margret e Rod Taylor.

## Trama
Una donna di nome Lilly si spaccia per Belinda Lowe, moglie di Matt Lowe rapinatore di treni che prima di morire nascose dell'oro, il frutto di un colpo al treno Rio Grande Express. Belinda ingaggia Lane e i suoi compagni per recuperare l'oro e riconsegnarlo alla compagnia dei treni, la donna oltre alla ricompensa vuole ristabilire l'onore del marito (così fa credere a Lane e i suoi amici). Durante il viaggio Belinda (Lilly) e gli altri vengono inseguiti dai sopravvissuti della banda del marito che cercano a loro volta di mettere le mani sull'oro. Sempre durante il cammino Lane, spinto da sentimenti verso Belinda, inizia a preoccuparsi per la sua incolumità e vorrebbe rinunciare alla spedizione che nel frattempo è diventata molto pericolosa. Giunti a destinazione e dopo diversi conflitti a fuoco con la banda Lane e i suoi riescono a recuperare l'oro nascosto nella caldaia d'una vecchia locomotiva abbandonata in mezzo al deserto, con un brillante diversivo riescono a disimpegnarsi dagli avversari tornando in tutta fretta da dove sono venuti e lasciandoseli alle spalle. Ma proprio durante il viaggio di ritorno vengono preceduti e si ritrovano gli ultimi rimasti della banda ad aspettarli alla stazione per un'imboscata, punto di partenza della spedizione. In un conflitto finale con armi e dinamite Lane e i suoi riescono a sopraffare gli altri, l'indomani i nuovi amici caricano l'oro sul treno e aiutano la vedova Lowe a salire per il viaggio verso la compagnia e la riconsegna del medesimo, Lane a nome di tutti comunica a Belinda (Lilly) l'intenzione di lasciarle tutta la ricompensa al fine di consentirle una vita agiata per lei e suo figlio rimasto senza padre. Purtroppo a rovinare la soddisfazione per la bella azione compiuta ci pensa un agente della compagnia dei treni che si trova sull'ultima carrozza e che incrociano mentre il treno s'avvia, questo si fa notare dai sei e rivela a loro la vera identità della donna, che faceva la prostituta e che era insieme a Matt Lowe il giorno che fu ucciso. Il finale del film vede i sei lanciarsi all'inseguimento del treno per riprendersi l'oro.

## Produzione
Il film, diretto e sceneggiato da Burt Kennedy, fu prodotto da Michael Wayne per la Batjac Productions (Wayne figura, non accreditato, come produttore esecutivo) e girato a Durango in Messico dal 23 marzo al giugno del 1972.
Un'intera cittadina fittizia, poi denominata dalla produzione "Liberty", fu messa in piedi a Durango per l'ambientazione scenica del film. Tutte le strutture del set furono poi distrutte alla fine della produzione. Il budget per la costruzione di "Liberty" fu stimato in circa 100.000 dollari. Durante i giorni delle riprese, la produzione subì un ritardo di qualche giorno a causa di un incendio che provocò, tra le altre cose, anche il ferimento di due uomini della troupe.

## Promozione
Le tagline sono:
- "The gold or the grave. The young widow could lead them to either.".
- "Cursed gold, a vanished train and a thief's widow. He'd do better walking into hell!".

## Distribuzione
Il film fu distribuito con il titolo The Train Robbers negli Stati Uniti dal 7 febbraio 1973 al cinema dalla Warner Bros. Pictures.
Alcune delle uscite internazionali sono state:
- in Austria nel febbraio del 1973 (Dreckiges Gold)
- in Germania Ovest il 15 febbraio 1973 (Dreckiges Gold)
- nel Regno Unito nell'aprile del 1973
- in Danimarca il 18 aprile 1973 (Togrøverne)
- in Finlandia il 4 maggio 1973 (Junanryöstäjät)
- in Svezia il 19 maggio 1973 (Den hårda ritten)
- in Francia il 19 luglio 1973 (Les voleurs de trains)
- in Messico il 13 settembre 1973 (Los chacales del oeste)
- in Spagna (Ladrones de trenes)
- in Portogallo (O trunfo é perder)
- in Brasile (Os Chacais do Oeste)
- in Slovenia (Roparji)
- in Ungheria (Vonatrablók)
- in Italia (Quel maledetto colpo al Rio Grande Express)

## Critica
Secondo il Morandini il film è "un western intimista quasi da camera, affidato ai personaggi più che all'azione". Il film richiamerebbe alla memoria "le storie in mezzatinta che come sceneggiatore B. Kennedy scriveva per Randolph Scott". Anche secondo Leonard Maltin il film è un "interessante western da camera che sembra ricordare le sceneggiature realizzate dal regista per i film con Randolph Scott"".